# Endler und Kumpf
Endler und Kumpf war das älteste Handelsunternehmen und Großhändler in der ostwestfälischen Stadt Minden in Nordrhein-Westfalen. Im Dezember 2019 beendete das Unternehmen seine Geschäftstätigkeit nach 260 Jahren.

## Geschichte
Im August 1759 wurde das Handelshaus von Philipp Endler und einem Herrn Kumpf (Vorname unbekannt) in Minden direkt nach der Schlacht bei Minden gegründet. Als sogenannte „Marketender“ waren die Gründer hier in der Region geblieben, um ihren Handel von hier aus zu treiben. Es ist damit das älteste Handelshaus in Minden. 1804 bekamen sie als „Grossiers in kurtzen Waaren“ die Nummer 001 im neuen Gewerberegister. Im Jahr 1961 zog die Firma Endler & Kumpf aus der Innenstadt an den Schwarzen Weg, aus der Handelsfirma war inzwischen ein Unternehmen mit vielen Bereichen und mit Immobilienbesitz geworden. So gehören dem Geschäftsführer Alexander Lange die Häuser am Scharn mit der Hausnummer 1 bis 5. Elektroartikel für die Industrie sowie Maschinen- und Anlagenbau waren seit den Achtzigerjahren im Angebot des Traditionsunternehmens. Im November 2019 wurde bekannt, dass das Mindener Traditionsunternehmen Endler & Kumpf nach 260 Jahren zum 31. Dezember 2019 schließen wird.